# Šahovski klub L.A. Top Ladimirevci
ŠK L.A. Top, Šahovski klub iz Ladimirevaca.
Utemeljen 14. veljače 2010. godine. Sjedište mu je u Udruzi "Mladi poduzetnik" u Ladimirevcima, na adresi: Trg Fabijana Šovagovića 2b.
Osnovan je na inicijativu nekolicine mladih igrača i nekolicine ljudi iz Udruge "Mladi poduzetnik Ladimirevci. U osnivanju je i pripomogao Zdravko Birovljević: predsjednik natjecateljske komisije Hrvatskog šahovskog saveza, povjerenik za natjecanja prvih liga pri HSŠ-u, europski sudac, te predsjednik Šahovskog kluba Hrvatska čitaonica iz Valpova.
- Predsjednik: Josip Šestanj[1]
- Dopredsjednik: Tomislav Radan[1]
- Tajnik: Josip Domanovac
- Trener: Zdravko Birovljević
- Kapetan: Mario Pušić

## Rezultati
- 6. mjesto u 2. kadetskoj ligi istok
- Juniorsko prvenstvo valpovštine:

16. Mario Pušić; 
18. Filip Ivanović; 
19. Leon Kurtović.

## Vanjske poveznice
- Facebook
- Sportilus